# Шкуоль
Шкуоль (ромш. Scuol) — громада  в Швейцарії в кантоні Граубюнден, регіон Енджадіна-Басса/Валь-Мюштайр.

## Географія
Громада розташована на відстані близько 220 км на схід від Берна, 60 км на схід від Кура.
Шкуоль має площу 438,6 км², з яких на 1% дозволяється будівництво (житлове та будівництво доріг), 28,1% використовуються в сільськогосподарських цілях, 23,8% зайнято лісами, 47,1% не є продуктивними (річки, льодовики або гори).

## Демографія
2019 року в громаді мешкало 4624 особи (-2,9% порівняно з 2010 роком), іноземців було 20,9%. Густота населення становила 11 осіб/км².
За віковим діапазоном населення розподілялося таким чином: 18,2% — особи молодші 20 років, 57,6% — особи у віці 20—64 років, 24,2% — особи у віці 65 років та старші. Було 2122 помешкань (у середньому 2,1 особи в помешканні).
Із загальної кількості 3251 працюючого 238 було зайнятих в первинному секторі, 556 — в обробній промисловості, 2457 — в галузі послуг.